# Bársonyos gyurgyalag
A bársonyos gyurgyalag vagy fekete gyurgyalag (Merops gularis) a madarak osztályának szalakótaalakúak (Coraciiformes) rendjéhez, ezen belül a gyurgyalagfélék (Meropidae) családjához tartozó faj.

## Rendszerezése
A fajt George Shaw angol zoológus írta le 1798-ban.

## Alfajai
- Merops gularis gularis Shaw, 1798
- Merops gularis australis (Reichenow, 1885)[2]

## Előfordulása
Nyugat- és Közép-Afrikában, Angola, Bissau-Guinea, Kamerun, a Közép-afrikai Köztársaság, a Kongói Demokratikus Köztársaság, a Kongói Köztársaság, Elefántcsontpart, Egyenlítői-Guinea, Gabon, Ghána, Guinea, Libéria, Nigéria, Sierra Leone, Togo és Uganda területén honos. 
Természetes élőhelyei a szubtrópusi és trópusi síkvidéki és hegyi esőerdők,  szavannák, valamint ültetvények. Állandó, nem vonuló faj.

## Megjelenése
Testhossza 20 centiméter, testtömege 25–32 gramm.

## Életmódja
Rovarokkal táplálkozik, méheket, darazsakat és hangyákat, valamint lepkéket és szitakötőket is fogyaszt.

## Természetvédelmi helyzete
Az elterjedési területe rendkívül nagy, egyedszáma pedig stabil. A Természetvédelmi Világszövetség Vörös listáján nem fenyegetett fajként szerepel.